# Эвентус
Бо́нус Эве́нтус, Эве́нтус (лат. Eventus, Bonus Eventus — добрый исход, успех) — божество в древнеримской религии. Варрон приводил его в списке двенадцати божеств, которые покровительствовали земледелию, в паре с богиней Лимфой, богиней, заведовавшей водами. Первоначальная функция Эвентуса, возможно, была связана с урожаем, но в эпоху империи он стал олицетворять более общую концепцию успеха, войдя в ряд многочисленных абстрактных понятий, воплощения которых появлялись на римских монетах.

## Культ и надписи
На Марсовом поле стоял храм Эвентуса, но дата его постройки неизвестна. Его упоминает только Аммиан Марцеллин в связи с новым портиком (Porticus Boni Eventūs), построенным городским префектом Клавдием в 374 году нашей эры. Пять коринфских капителей «необычайных размеров», которые были обнаружены в XIX веке, могли принадлежать портику, который был расположен в садах Агриппы.
Эпитет Bonus, «Благой», также носили другие абстрактные божества, такие как Bona Fortuna («Благая удача»), Bona Mens («Здравый смысл» или «Похвальное благочестие») и Bona Spes («Благая надежда», возможно, «Оптимизм»), а также таинственная Благая богиня (Bona Dea), чьи обряды отмечались женщинами.
В нескольких местах были найдены посвящённые Эвентусу надписи, в том числе в провинциях. Высокопоставленные чиновники в Сирмии, Паннония, посвятили храм Эвентусу ради благополучия членов городского совета. В римской Британии на мозаичном полу виллы в Вудчестере было напоминание: «Почитай Бонуса Эвентуса должным образом». Посвящение, сделанное супружеской парой Эвентусу и Фортуне, указывает на то, что сфера влияния этого бога выходила за пределы сельского хозяйства и воплощения имперских добродетелей. Изображения Bonus Eventus регулярно появляются на гравированных драгоценных камнях; в кладе ювелира из Снеттишема Эвентус — самое частое изображение на инталиях (появляется на 25 % из 127 найденных инталий). Эти обычаи указывают на защитную или опекунскую функцию бога, а также на существование религиозной общины, которой ювелир продавал свои товары.

## Иконография
Монеты с изображением Эвентуса выпускались в правление Гальбы, Веспасиана, Тита, Антонина Пия и Септимия Севера, в том числе в сумятице Года четырёх императоров (69 г. н. э.). На этих монетах, а также на драгоценных камнях Бонус Эвентус — это стоящий обнажённый мужчина, обычно с согнутой ногой, а его голова повернута к чаше для возлияний в вытянутой руке. Иногда он частично одет в хламиду, покрывающую его спину, либо через его плечо перекинут гиматий, концы которого обрамляют его торс. Его характерные атрибуты — маки и колосья.
В своей книге о скульптуре Плиний упоминает две статуи «Бонуса Эвентуса», которые фактически были переименованными скульптурами греческих богов. Одна из них, бронзовая скульптура Евфранора, указана вместе с его же статуями Минервы на Капитолии и Латоны в храме Согласия и, вероятно, также находилась в Риме; другая — мраморная статуя Праксителя, стоявшая на Капитолии вместе со статуей Благой Фортуны. Из описания Плиния неясно, были ли обе греческие статуи изначально посвящены одному и тому же греческому божеству. Историк классического искусства Адольф Фуртвенглер предположил, что Пракситель изобразил Агатодемона, поскольку его сопровождала Благая Фортуна, предположительно перевод греческого Агате Тюхе. Бронзовая статуя Евфранора иногда считается тем символом, на котором была основана иконография монет и драгоценных камней, так как эта статуя также держала мак и колосья. Эти атрибуты указывают на элевсинское божество, и хотя греческий оригинал чаще всего считают Триптолемом, ни на одном из сохранившихся изображений Триптолема нет комбинации маков и зерна, которая связана с Деметрой (римской Церерой).